# Sigfrid Estborn
Aron Sigfrid Estborn, född 11 februari 1892 i Gällaryds socken, död 8 januari 1985 i Västerås, var en svensk missionär och teolog.
Aron Estborn var son till hemmansägaren Carl Magnus Johansson. Han avlade folkskollärarexamen i Växjö 1913, studentexamen i Stockholm 1916, blev filosofie kandidat vid Lunds universitet 1918, teologie kandidatexamen 1920 och prästvigdes i Stockholms stift 1922. Efter flera lärarförordnanden kom han 1925 som komminister till Sofia församling i Jönköping. Han fortsatte senare sina studier i Lund och blev där 1929 teologie licentiat och 1930 teologie doktor. Estborn vigdes 1933 till svenska kyrkans missionär i Syd-Indien, där han blev föreståndare för teologiska högskolan i Madras. Han lade ned ett stort arbete på att utbilda indier till präster inom församlingen. I sin doktorsavhandling, Evangeliska svenska bönböcker under reformationstidevarvet (1929) uppvisade han den svenska religiösa litteraturens beroende av Tyskland, men även hur andakts- och bönböcker blev kanaler för den medeltida mystiken. Tillsammans med sin bror överläraren David Estborn utgav han även Bibeltexter för folkskolan (1923), Bönbok för skolan (1923) och Kristen tros- och livsåskådning. Sammanfattning för folkskolan (1929). 1940 utgav han Från Taberg till Tranquebar. Levnadsteckning över biskop David Bexell.